# Ediye Topçı
Ediye Topçı (n. 22 septembrie 1919, Bahcisarai, gubernia Taurida, RSFS Rusă – d. 7 noiembrie 1967, Toshkent, Republica Sovietică Socialistă Uzbecă, URSS) a fost o cântăreață tătară crimeeană, Artistă Emerită a RSS Uzbece. A fost solistă a Ansamblului național de cântec și dans al tătarilor crimeeni „Qaytarma⁠(d)”.

## Biografie și carieră
S-a născut la 22 septembrie 1919 în orașul crimeean Bahcisarai, într-o familie de 14 copii. Tatăl Osman cânta la caval, iar mama era o cântăreață amatoare. Familia trăia confortabil, dar odată cu instaurarea puterii sovietice în Crimeea, Osman a fost nevoit să-și vândă cafeneaua și să lucreze cioban la stână, pentru a evita să devină victimă a colectivizării. Anii de copilărie și de școală Ediye i-a petrecut în plaiul natal. A studiat la școala medie „Bubnov”, participând la activitățile artistice ale școlii; îi plăcea să cânte.
Și-a început cariera de cântăreață profesionistă în 1935, când a fost invitată într-un cor de radio. Curând Ediye a devenit solista principală a ansamblului. În 1940, a început să frecventeze Școala de Muzică din Simferopol, în clasa profesoarei M. Cernova. Și-a dezvoltat capacitățile vocale sub oblăduirea compozitorilor Yaya Şerfedinov⁠(d) și İlyas Bahşış⁠(d).
În 1941, Topçı s-a angajat la Departamentul de Arte al Consiliului Comisarilor Poporului al RASS Crimeea. În aceeași perioadă s-a căsătorit cu jurnalistul Osman Batyrov. La scurt timp, acesta a fost executat prin împușcare în timpul ocupației germane a Crimeei pentru participarea într-o organizație clandestină din Simferopol. Ediye însăși a fost torturată. După eliberarea Crimeei, Topçı și-a dorit să-și continue studiile la Conservatorul „Piotr Ilici Ceaikovski” din Moscova⁠(d) și chiar a fost admisă acolo. Însă nu și-a putut începe studiile din cauză că a fost deportată în Asia Centrală împreună cu toată familia. În orașul Bekabad⁠(d), unde se afla în ezil, a lucrat ca solistă la „Uzgosteatr” (Teatrul de stat uzbec) în 1944-1946. Din cauza dificultăților cotidiene, a fost nevoită să părăsească scena și să se angajeze la o fabrică de bumbac, iar apoi la o croitorie.
Ulterior, Ediye Topçı a început din nou să cânte, într-un ansamblu amator de la Casa de Cultură din Bekabad. În 1957, la Filarmonica de Stat din Uzbekistan a fost creat Ansamblul național de cântec și dans al tătarilor crimeeni, numit ulterior „Qaytarma⁠(d)” („Haitarma”). Ediye Topçı s-a alăturat ansamblului de la fondare, împreună cu artiști precum Sabriye Erecepova, Ablâmit Ümerov, Akim Cemilev⁠(d), Selime Çelebiyeva și alții. Ea și Sabriye Erecepova au fost mentori ai tinerilor artiști tătari crimeeni. Special pentru vocea lui Ediye, compozitorii Yaya Şerfedinov⁠(d), İlyas Bahşış⁠(d) și Edem Nalbandov⁠(d) au scris cântece bazate pe poeziile lui Reşid Murad, Eşref Şemi-zade⁠(d) ș.a. A fost printre cântăreții care au reînviat moștenirea muzicii tătare crimeene în anii postbelici.
În 1965, Ediye Topçı a fost decorată cu titlul onorific Artist Emerit al RSS Uzbece.
Ultimul concert al cântăreței a avut loc la Tașkent în 1967. La 7 noiembrie 1967, ea a decedat fiind răpusă de o boală îndelungată.